# Vester Tørslev-stenen
Vester Tørslev-stenen er en runesten, fundet i Vester Tørslev i 1870. Stenen blev fundet på en mark i en grøftekant i Gettrup ved den gamle hovedvej mellem V. Tørslev og Gettrup, lidt nord for Glenstrup Sø. Nu har den plads i Vester Tørslev kirkes våbenhus. Vester Tørslev-stenen er fundet i det område af Danmark, hvor der er rejst flest runesten i den sene vikingetid omkring 970-1020 e.Kr., nemlig i området mellem Randers, Hobro og Viborg. Her er rejst omkring 30 runesten. Vester Tørslev ligger mellem Hobro og Randers, og nogle af de nærmestliggende runesten er Svenstrup-stenen og Glenstrup-stenen 2.

## Indskrift
| Translitteration | : hala : risþi : stin : : þąnsi : litu : sun : ift : ąslf : bruþur : sin : |
| Transskription   | Hælla(?) rēsþi stēn þannsi, Lēttu(?) sun, æft Āsulf/Āslēf, brōður sinn.    |
| Oversættelse     | Halle rejste denne sten, Lettes søn, efter Asulv(?), sin broder.           |

Indskriften er ordnet i bustrofedon, men med blandet linjefølge. Først læses yderste højre tekstbånd nedefra og op, dernæst venstre tekstbånd oppefra og ned, hvor runerne litu : sun er ristet spejlvendt og læses fra højre mod venstre. Til sidst læses midterbåndet nedefra og op. Teksten afsluttes med et kors i toppen af stenen. 